# Бошняцкая академия наук и искусств
Бошняцкая академия наук и искусств (босн. Bošnjačka akademija nauka i umjetnosti) — академия наук, образованная 9 июня 2011 года в сербском городе Нови-Пазаре по инициативе верховного муфтия Исламской организации Сербии Муамера Зукорлича.

## Организация
Центр академии находится в Сараево с отделениями в Нови-Пазаре и Сараево, действует она на территории Боснии и Герцеговины и сербского Новопазарского Санджака — в областях проживания этнических бошняков. Академия создана для отражения и защиты их интересов. 
Президентом Бошняцкой академии наук и искусств был единогласно избран историк Ферид Мухич, вице-президентами стали профессора Джевад Яхич и Ламия Хаджиосманович. Президентом Сената был назначен верховный муфтий Боснии Мустафа Церич, секретарём стал Муамер Зукорлич. В национальный комитет академии входят:
- профессор Исмаил Чекич (президент)
- профессор Шербо Растодер
- профессор Ибрагим Пашич

Председателем Суда чести Бошняцкой академии является профессор Омер Накичевич, в суд также входят профессор Хасния Муратагич-Туна и художник Мехмед Слезович.

## Некоторые члены
- Профессор, великий муфтий Мустафа Церич
- Мухамед Филипович, историк
- Ферид Мухич, историк
- Неджад Ибришимович, писатель
- Шербо Растодер, политик
- Эюп Ганич, политик